# Libertine Amathila
Libertina Inaviposa Amathila, född 10 december 1940 i Fransfontein i Kunene, är en namibisk läkare och politiker. Hon var vice premiärsminister i Nambia mellan åren 2005 och 2010 och utsågs av den nytillträdde presidenten Hifikepunye Pohamba, samtidigt med premiärminister Nahas Angula. Hon sågs som en tänkbar blivande vice-president inom SWAPO när Sam Nujoma avgick från posten som partiets president.